# Back to the Future: The Game
Back to the Future: The Game è un videogioco di avventura grafica, basato sulla trilogia cinematografica Ritorno al futuro. Il titolo è stato sviluppato da Telltale Games tramite un accordo di licenza con la Universal Pictures. Il produttore e sceneggiatore Bob Gale, coinvolto nella creazione della trilogia cinematografica, ha assistito la Telltale Games per la trama del gioco, mentre gli attori originali Michael J. Fox e Christopher Lloyd hanno concesso agli sviluppatori di usare le loro sembianze nel gioco per i relativi personaggi principali Marty McFly e Doc Brown. Lloyd si è anche offerto di offrire la voce di Doc, mentre la voce Marty è di AJ LoCascio.
Il videogioco è diviso in cinque episodi disponibili su più piattaforme fino all'ultima generazione; il primo episodio è stato distribuito per Microsoft Windows e macOS il 22 dicembre 2010 mentre per PlayStation 3 e alcune versioni di iPad il 15 febbraio 2011. Gli episodi dal 2 al 5 sono stati pubblicati dal febbraio al giugno 2011. L'ultimo episodio è stato pubblicato il 23 giugno 2011.
Questo prodotto riprende le famose avventure del Dottor Brown e del suo amico Marty sulla Delorean del tempo. I personaggi intraprendono nuovi viaggi nel tempo e si ritrovano di fronte a nuovi paradossi temporali, reincontrando nel frattempo personaggi già visti nei film, oltre ad altri del tutto nuovi.

## Trama

### Episodio 1: Era ora!
Il 26 Ottobre 1985 il Dottor Emmett "Doc" Brown ed il suo giovane amico Marty McFly (ricostruendo apparentemente la scena già vista all'inizio di Ritorno al futuro) stanno testando la DeLorean del tempo nel parcheggio del Centro Commerciale Twin Pines. Doc usa il suo cane Einstein come cavia, mettendolo nella DeLorean telecomandata e portandola alla velocità di 88 miglia orarie, necessaria per attivare il Flusso Canalizzatore che dovrebbe consentire alla sua macchina di viaggiare nel tempo. Doc spiega il meccanismo della macchina, rivelando a Marty di aver inviato Einstein un minuto nel futuro. Tuttavia, la DeLorean non ritorna, e Doc comincia a svanire, a causa di non meglio specificato "errore terribile".
Marty si risveglia, rivelando che gli avvenimenti precedenti erano solo un sogno. È ora il 14 Maggio 1986, circa sei mesi dopo gli eventi di Ritorno al futuro - Parte III. Lorraine, la madre di Marty, gli ricorda di andare a casa di Doc, dove George, suo padre, sta collaborando con la banca alla vendita all'asta dei beni dello scienziato, scomparso ormai da diversi mesi. Dopo essere riuscito ad ottenere da Biff il quaderno degli appunti di Doc, contenente tutte le sue osservazioni sui viaggi nel tempo, Marty vede apparire la DeLorean (si scoprirà poi essere un duplicato temporale creato durante Ritorno al futuro - Parte II quando la DeLorean è stata colpita dal fulmine: l'originale con Doc è finita 70 anni nel passato, nel 1885; il duplicato invece 70 anni nel futuro, e verrà recuperata da Doc durante un suo viaggio nel 2025) con al suo interno Einstein ed un messaggio di Doc contenuto in un registratore. Il messaggio spiega che ora la DeLorean è programmata per tornare nel presente ogni volta che Doc è impossibilitato a provvedere da solo, rendendo possibili i soccorsi. Marty non può sapere da che epoca proviene la DeLorean, poiché il display che dovrebbe mostrarlo è danneggiato, ed è quindi costretto a seguire degli indizi nell'auto per risalire al periodo in cui Doc è intrappolato. In particolare rinviene all'interno della macchina una scarpa femminile che sembra di un'altra epoca, e la fa fiutare ad Einstein.
Marty è così condotto a casa di Edna Strickland, una signora anziana, scontrosa ed inacidita, nonché sorella maggiore di Stanford Strickland, preside della scuola di Marty, che è solita passare il tempo a rimproverare i ragazzi dalla finestra con un megafono. Il ragazzo capisce di essere sulla pista giusta quando lei afferma di aver perso quella scarpa molto tempo fa, e la rimette accanto all'altra, ormai vecchia e logora. Grazie a dei giornali che la donna è solita collezionare, riesce a risalire al destino di Doc, morto il 14 Giugno 1931 sotto il falso nome di Carl Sagan per mano del padre di Biff, Irving "Kid" Tannen, un boss mafioso operante negli anni del proibizionismo, convinto che "Carl Sagan" avesse bruciato il suo bar clandestino.
Marty e Einstein viaggiano indietro nel tempo fino al 13 Giugno 1931 per salvare Doc; lì Marty, assumendo un nome falso (scelto dal giocatore tra Michael Corleone, Sonny Crockett e Harry Callaghan), interagisce con la giovane Edna Strickland, all'epoca un'affascinante ma bigotta e severa giornalista che gestisce diverse operazioni di carità, e con il giovane Emmett Brown, un timido e allampanato diciassettenne terrorizzato da suo padre, Erhardt Brown, giudice in Hill Valley intenzionato ad impedirgli di perseguire i suoi sogni scientifici per spingerlo nella carriera giuridica. Scoprirà inoltre che Edna ha la fobia dei cani, e che ha perso la scarpa proprio a causa di Einstein.
Spinto da Doc, che al momento è rinchiuso in prigione, nel chiedere l'aiuto del giovane Emmett per farlo evadere grazie ad una sua invenzione dell'epoca (un Turbo-Trapano i cui scarichi ricordano quelli del reattore della DeLorean), Marty rimane coinvolto nell'incarico di Emmett di consegnare una citazione testimoniale ad Arthur McFly, suo nonno e ragioniere di Kid Tannen. A causa della cooperazione tra Marty ed Emmett, Kid Tannen viene così incriminato; il boss tuttavia organizza l'evasione di Doc per poi ucciderlo lontano da sguardi indiscreti. 

### Episodio 2: Arrestate Tannen!
Marty riesce ad impedire l'omicidio, ma scopre che, nella nuova linea temporale creata dalle sue azioni, Kid Tannen è riuscito a vendicarsi di Arthur per aver confessato, uccidendolo e impedendo quindi  la nascita di George McFly e, di conseguenza, di Marty, che comincia a sparire. Marty ritorna così nel passato, al giorno prima, libera Arthur dai complici di Kid, e lo convince a mettersi al sicuro, con l'aiuto di Edna ed Emmett.
Tornati nel 1986, Doc e Marty scoprono che le loro azioni hanno creato una nuova linea temporale dove Kid Tannen non è mai stato arrestato, i Tannen sono diventati la quinta famiglia criminale più potente di tutta la California, ed egli insieme ai suoi tre figli Biff, Cliff e Riff controllano il crimine di Hill Valley. Si apprende inoltre che George McFLy è stato vittima di pestaggi che lo hanno costretto in sedia a rotelle, e che lo stesso Marty è stato costretto a lasciare la città.
Marty e Doc tornano di nuovo nel passato, questa volta il 25 Agosto 1931 (cioè il giorno in cui Kid avrebbe dovuto essere arrestato), con Arthur che continua a fuggire da Kid Tannen. Scoprono così che sono state le loro stesse azioni ad impedire l'arresto di Kid, in quanto il primo arrivo di Marty nel '31 (che ha inavvertitamente ostacolato un inseguimento della polizia) e la rocambolesca evasione di Doc hanno rovinato la reputazione dell'agente Danny Parker, nonno di Jennifer (la fidanzata di Marty), accusato di avere visioni e retrocesso di grado, spingendolo così alla depressione e all'alcolismo e ponendolo sotto il controllo della gang di Kid, così che nessuno è ora più in grado di opporsi all'attività criminale di Tannen. Quel che è peggio è che è stato pure lasciato dalla sua ragazza Betty Lapinski, nonna di Jennifer, compromettendo quindi stavolta l'esistenza della stessa ragazza. Marty riesce ad ottenere però l'inaspettato aiuto dell'appariscente ed intrigante Trixie Trotter, soubrette di origine canadese e amante di Kid, ora romanticamente legata ad Arthur, e grazie al suo aiuto ristabilisce gli eventi che portarono all'arresto del malavitoso. Infatti Marty, con uno stratagemma, riesce a farle credere che Arthur sia stato ucciso da Kid, e lei, per vendetta, aiuta Parker a riconquistare la fiducia in sé stesso e gli consegna una copia dei libri contabili che dimostrano le evasioni fiscali e gli affari loschi di Kid. Infine, grazie ad un'auto volante con propulsione a razzo inventata dal giovane Emmett, Kid viene finalmente catturato, e Arthur può riunirsi a Trixie.
Nuovamente però qualcosa va storto: la costante collaborazione di Emmett ed Edna ha fatto in modo che i due giovani si innamorassero. Doc aveva raccontato a Marty di quando da giovane era andato al cinema a vedere Frankenstein, evento che gli avrebbe schiarito le idee e dato l'ispirazione definitiva ad intraprendere la carriera da scienziato. Edna però, invaghita per come Emmett aveva beneficiato alla sua causa facendo arrestare un criminale, lo distoglie da questo intento. Come risultato, Emmett ha perso ogni volontà di perseguire la sua personale visione della scienza come sfida e gioco intellettuale, diventando succube della più posata e seria Edna. Doc, in procinto di tornare nel presente con Marty, vede svanire il biglietto del cinema di allora, e tenta invano di avvisare Marty di fermare la macchina, facendo appena in tempo a dirgli che sarebbe accaduto "qualcosa di disastroso", alludendo alla creazione di un'ennesima nuova linea temporale, ma la vettura, già in volo ad 88 miglia all'ora, sbanda per poi saltare nel futuro, e Doc e Einstein svaniscono, lasciando Marty solo col mistero.

### Episodio 3: Cittadino Brown
Marty perde il controllo e si schianta con la DeLorean ai confini della "nuova" Hill Valley, ora un regime totalitario governato con pugno di ferro dal Cittadino Brown, che in questa linea temporale ha preso il posto del più amichevole Doc.
Dall'incontro coi suoi genitori (nuovamente infelici come nel primo film) e con Jennifer (ora una ragazza ribelle e disamorata di Marty), il ragazzo capisce che nella nuova linea temporale la moralità bigotta di Edna ha contagiato Emmett, spingendolo ad usare la scienza per creare un'utopica società perfetta, standardizzata, programmata e priva di qualsiasi cosa abbia dell'immorale, ma di fatto creando un regime dittatoriale fino al punto da voler sperimentare un programma di controllo mentale sulla popolazione (il tutto presenta notevoli analogie con la civiltà dei romanzi 1984 di George Orwell e Arancia meccanica di Anthony Burgess). Marty in questa linea temporale è considerato un ragazzo modello (infatti Jennifer l'aveva lasciato proprio perché troppo "perfettino" e "bacchettone", preferendo il suo lato ribelle), perciò riesce ad ottenere un incontro col Cittadino Brown facendo ciò che nel 1986 originale gli riesce meglio: infrangere le regole. Viene pertanto condotto dalla security al cospetto del Cittadino Brown, che vuole rimediare all'improvviso degrado del suo comportamento, ma grazie ad una foto del 1931 nel suo ufficio che ritrae l'arresto di Kid (nella quale loro compaiono sullo sfondo), Marty riesce quasi a persuaderlo del fatto che la loro "vera" linea temporale sia ben diversa, tuttavia il Cittadino Brown è ancora convinto di stare facendo la cosa giusta, e liquida frettolosamente Marty dopo aver stabilito che la cosa migliore sia di lasciare che la sua improvvisa "follia" si esaurisca da sè.
Marty decide quindi di procurarsi delle prove del malcontento della popolazione, tramite gli apparati di videosorveglianza a cui il padre ha accesso (riprendendo ironicamente la fama di "guardone" che aveva da ragazzo). Tuttavia Edna li ha spiati, e perciò tenta di sabotare gli intenti di Marty prendendo il controllo della mente di Biff, che aggredisce George e sequestra i nastri, gettandoli poi in un sistema di raccolta che convoglia tutto ciò che è illegale nei sotterranei del palazzo municipale. Marty, per recuperarli, si ritrova quindi anche lui in questo magazzino, dove viene aggredito da Biff, e anche se ha la meglio, Edna nel frattempo ha cancellato i nastri. Sopraggiunge però il Cittadino Brown che ha assistito a tutto, e trova il coraggio di ribellarsi ad Edna (realizzando che il loro lavoro per una società migliore avrebbe alla fine eliminato il libero arbitrio dei cittadini), che se ne va indignata. 
Marty gli mostra il quaderno degli appunti di Doc, e la vista dello schizzo del Flusso Canalizzatore (peraltro simile graficamente allo stemma cittadino), illumina definitivamente l'Emmett alternativo, aiutandolo a comprendere i suoi errori e porvi rimedio. La vendetta di Edna però non si fa attendere, e fa rinchiudere Emmett, Marty e Jennifer, per sottoporli al lavaggio del cervello con il programma di controllo mentale Cittadino Plus.

### Episodio 4: Punti di vista
Marty, grazie all'aiuto del padre che ha accesso anche alle telecamere e gli interfono delle celle, riesce a rientrare in possesso della sua chitarra elettrica, suonando la quale "rinsavisce" Jennifer dal trattamento per poi andare in soccorso di Emmett. Grazie ad un mega amplificatore presente nel laboratorio, che Marty fa suonare ed esplodere, Edna e la security sono messi fuori combattimento, così che i tre possono scappare. Edna confronta Marty, ma pochi minuti dopo appare Emmett con la DeLorean. Dopo aver impiegato sei mesi a ripararla, la collauda tornando indietro nel tempo per recuperare Marty, ed infine fuggono insieme nel passato.
Il Cittadino Brown però, proprio perché privo delle conoscenze di Doc, non riesce a riparare perfettamente i tempocircuiti della DeLorean, che diventano imprecisi. Arrivano così due mesi dopo l'arresto di Kid Tannen, durante la Grande Esposizione Scientifica di Hill Valley (durante la quale, nella linea temporale originale, Doc aveva presentato la sua prima invenzione). Nella nuova linea temporale Arthur e Trixie sono una coppia, e lavorano all'Esposizione. Allo stesso modo, anche Emmett ed Edna sono una coppia felice, con la caparbia Edna che ha preso completamente il controllo della vita di Emmett, costringendolo ad inventare una macchina per l'analisi delle "disposizioni criminali" dei cittadini.
Marty e il Cittadino Brown decidono così di separare i giovani Emmett ed Edna, ma mentre Marty non si fa alcuno scrupolo, l'anziano Emmett, vedendo la giovane Edna felice del 1931, comincia ad avere dei ripensamenti. Nonostante ciò, Marty, con un po' di aiuto da parte di Arthur e Trixie, riesce a dividere Edna ed Emmett, facendo in modo che il Comportament-O-Metro messo a punto per l'esposizione categorizzi Emmett come un "criminale degenerato", convincendo Edna di essersi sbagliata sul suo conto. Deluso, Emmett si ritira a riflettere sul cornicione dell'orologio del tribunale, sopra il quale è in atto un temporale. Grazie alle provocazioni di Marty e alla caduta di un fulmine (che sortirà lo stesso effetto del fulmine nel film di Frankenstein), nel giovane si riaccende l'amore per la scienza, ed allo stesso tempo capisce che la svolta per la sua auto volante da presentare all'esposizione è rimpiazzare la propulsione a razzo con una a repulsione di cariche di elettricità statica.

### Episodio 5: Fuori tempo
Alla presentazione dell'invenzione interviene il Giudice Brown, ma Marty lo spingerà a riappacificarsi con suo figlio. La dimostrazione scientifica, come nel 1931 originale, è un insuccesso clamoroso (la macchina vola, ma si rivela difficile da governare, provocando ingenti danni all'interno del palazzo dell'esposizione), che principia la fama di Emmett come scienziato brillante ma eccentrico. Edna viene inoltre smascherata come la vera responsabile per l'incendio al bar di Kid Tannen, ma la ragazza, nel tentativo di sfuggire all'arresto, ruba la DeLorean e scappa a tutto gas, investendo il Cittadino Brown. Egli, morente, chiede a Marty di vedere il giornale del 1986, e scoprendo che gli verranno consegnate le chiavi della città, capisce che la linea temporale di Doc è stata completamente ripristinata, e sollevato si lascia morire e svanisce, essendo la sua esistenza cancellata dalla linea temporale.
Essendo rimasto bloccato nel 1931, Marty, prima di congedarsi da Emmett, gli lascia il ritaglio di giornale, facendosi promettere di non leggerlo finché non gli verranno consegnate le chiavi della città. Di lì a poco un Doc proveniente da un 1986 regolare per quanto con qualche differenza appare con la sua DeLorean, del tutto riparata. Aveva appena letto il ritaglio di giornale e aveva capito che quel Marty conosciuto in gioventù ed il Marty degli anni '80 erano la stessa persona, ed era quindi arrivato in suo aiuto. La loro riunione viene interrotta dall'agente Parker, sorpreso del fatto di trovarsi di fronte la stessa automobile che poc'anzi aveva visto "scomparire in un lampo di luce". Appena Marty e Doc comprendono che Edna è riuscita ad attivare i tempocircuiti e scappare in un'epoca ignota, l'intera città di Hill Valley svanisce loro intorno. Di lì a poco incontrano il bisnonno di Marty, William, ora residente in una città vicina, che gli rivela come Hill Valley sia stata distrutta in un incendio quasi cinquanta anni prima, dirigendoli dall'unica sopravvissuta, un'anziana eremita.
L'eremita si rivela essere Edna, arrivata nel 1876 grazie alla DeLorean, e quasi impazzita dal rimorso dopo aver accidentalmente arso l'intera città nel tentativo di dar fuoco al saloon di Beauregard Tannen, padre di Buford "Cane Pazzo" e proprietario del primo locale a servire alcolici in città. I due tornano così nel Vecchio West, il 17 Luglio 1876, e riescono a fermare Edna, che però fugge di nuovo. Doc e Marty, tramite dei dispositivi di controllo remoto, prendono il controllo della DeLorean di Edna e la riportano con loro nel 1931, facendola arrestare. Di lì a poco la sua DeLorean, essendo ancora una reminiscenza dell'ormai non più esistente 1986 distopico, svanisce.
Marty scopre però che Arthur nel frattempo ha sposato Trixie, ma mentre cerca di dissuaderli temendo che la loro unione comprometta la sua futura esistenza, realizza che Trixie Trotter è solo un nome d'arte e che la soubrette era in realtà proprio sua nonna, Silvya Miskin, e che l'interferire sugli eventi del passato ha avuto come unico effetto quello di anticipare il loro matrimonio di cinque anni.
Doc e Marty tornano così al 15 Maggio 1986, dove, apparentemente, tutto è tornato normale. Doc rivela così a Marty che il motivo che l'ha spinto ad recarsi nel 1931 in primo luogo era che intendeva regalare a Marty un album con la storia dettagliata di tutti i membri della famiglia McFly in occasione del suo futuro diploma, ma proprio a causa del passato "misterioso" di sua nonna Silvya non aveva reperito alcun materiale e così era andato ad indagare di persona.
Di lì a poco scoprono però che anche questa linea temporale presenta alcune piccole alterazioni rispetto a quella originale: Edna Strickland è ora la matrigna di Biff, essendosi sposata con Kid Tannen (in quanto i due si sono conosciuti in prigione e si sono innamorati). Entrambi sono cambiati: ora Edna è una persona solare ed amichevole, in ottimi rapporti con Emmett e la sua famiglia, e che ha superato la fobia dei cani che la caratterizzava in ogni sua versione, tanto da diventare la dogsitter di Einstein, mentre Kid è diventato un uomo posato e sereno. Inoltre, i beni di Doc non sono più in vendita: come rivela lo stesso Doc, in questa linea temporale, dove lui e suo padre si sono riappacificati, lo scienziato passa molto più tempo nel presente, poiché il padre gli ha conferito prima di morire l'incarico di elargire borse di studio, in suo nome, a giovani scienziati promettenti.
Doc e Marty concordano che tutto sommato queste alterazioni sono accettabili, ma proprio mentre sono intenti a rilassarsi, tre Marty McFly, provenienti da tre futuri alternativi, appaiono chiedendo l'aiuto di Doc e del Marty del presente. Doc capisce che il continuum spazio-temporale dev'essere stato gravemente compromesso, tuttavia i due convengono di aver bisogno di riprendersi dall'avventura appena conclusa e mettono "in attesa" i tre futuri McFly lasciandoli litigare tra di loro, decollando con la DeLorean per andarsi a svagare un po' in un'epoca sconosciuta.

## Modalità di gioco
Il gioco è single player con un sistema di controllo ibrido, che permette di spostare il personaggio da un quadrante all'altro mediante i tasti di movimento e di interagire con l'ambiente sfruttando invece il classico sistema punta e clicca. Il gioco è basato su una successione di enigmi strutturati sull'intreccio di uno o più elementi tra cui dialoghi, azioni nello scenario, uso di oggetti sullo scenario circostante, uso di oggetti con altri personaggi. Talvolta per risolvere un enigma è necessario che le suddette azioni siano effettuate in una finestra di tempo ben precisa. Totalmente assente la possibilità di combinare gli oggetti nell'inventario (cosa fattibile, ad esempio, in Tales of Monkey Island della stessa casa).
La divisione dell'avventura a episodi permette di avere un inventario "snello" ad ogni inizio capitolo (scevro di ogni oggetto inutile raccolto negli episodi precedenti) e, nel caso di gioco su console, di rigiocare solo la parte dalla quale non sono stati raccolti tutti i trofei.
L'impossibilità di morire o rimanere bloccati consente di concentrarsi unicamente sulle sfide, anche se una volta compresi e memorizzati gli enigmi più ostici la longevità del titolo si abbassa drasticamente, impedendo di raggiungere un livello di sfida che renda il titolo godibile più di un paio di volte. Il gioco permette un livello di sfida variabile, includendo un indicatore di obiettivi disattivabile, un sistema di auto-hinting in caso di stallo disattivabile e un sistema di help in-game manuale che permette di ricevere qualche suggerimento o scoprire la soluzione.

## Episodi
| |                                                                          |  |  |  |
| "Era ora!" ("It's About Time!") | PC/Mac: December 22, 2010 PS3: February 15, 2011 iPad: February 17, 2011 |  |  |  |
| La DeLorean, ritenuta distrutta, riappare, e Marty la usa per viaggiare nel 1931 e salvare Doc, accusato di aver dato fuoco ad uno spaccio di bevande alcoliche abusivo ed arrestato. Marty viene costretto a cooperare col giovane Emmett Brown '31, aiutandolo a costruire un Turbo-Trapano per l'evasione, e consegnare una citazione in giudizio per suo nonno Arthur, testimone chiave nel processo contro il boss mafioso Irving "Kid" Tannen. Dopo il rocambolesco salvataggio di Doc, e prima che i due tornino al presente, Marty comincia a svanire. Note: - Diretto da Dennis Lenart - Disegnato da Michael Stemmle, Andy Hartzell, Dave Grossman and Jonathan Straw - Scritto da Michael Stemmle e Andy Hartzell - L'intero episodio è stato reso disponibile per il download gratuito dal sito di Telltale Games a partire dall'Aprile 2011. |                                                                          |  |  |  |
| |                                                                          |  |  |  |
| "Arrestate Tannen!" ("Get Tannen!") | PC/Mac: February 16, 2011 PS3: March 29, 2011 iPad: April 20, 2011       |  |  |  |
| Doc scopre dai giornali che il nonno di Marty sarà ucciso, negando l'esistenza di Marty stesso. Il ragazzo torna indietro a salvarlo, e ci riesce. In compenso, nel presente ora Biff Tannen ha due fratelli, ed insieme a suo padre Irving controlla il crimine di Hill Valley con pugno di ferro, senza nessuno in grado di fermarlo. Marty riparte per il 1931, cercando di garantire che Kid Tannen sia arrestato nella data in cui era previsto originariamente. Note: - Diretto da Peter Tsaykel - Disegnato da Mike Stemmle, Andy Hartzell and Jonathan Straw - Scritto da Michael Stemmle and Andy Hartzell |                                                                          |  |  |  |
| |                                                                          |  |  |  |
| "Cittadino Brown" ("Citizen Brown") | PC/Mac: March 29, 2011 PS3: May 3, 2011 iPad: May 26, 2011               |  |  |  |
| Tornato nel 1986, Marty scopre che il continuum spazio-temporale è stato nuovamente mutato, ed ora Hill Valley è uno stato di polizia governato dal tecnocrate "Cittadino Brown", una versione di Emmett che ha sviluppato diversi programmi di lavaggio del cervello e controllo della popolazione. Note: - Diretto da Eric Parsons - Disegnato Jonathan Straw and Andy Hartzell - Scritto da Jonathan Straw, Michael Stemmle and Andy Hartzell |                                                                          |  |  |  |
| |                                                                          |  |  |  |
| "Punti di vista" ("Double Visions") | PC/Mac: April 29, 2011 PS3: June 7, 2011 iPad: June 2, 2011              |  |  |  |
| Marty è nei guai, costretto a rimediare alle conseguenze delle sue azioni nel 1931 e cercare, con astuzia, di ripristinare la corretta linea temporale viaggiando nuovamente nel passato. Note: - Diretto da Dave Grossman - Disegnato da Michael Stemmle and Andy Hartzell - Scritto da Michael Stemmle and Andy Hartzell |                                                                          |  |  |  |
| |                                                                          |  |  |  |
| "Fuori tempo" ("Outatime") | PC/Mac: June 23, 2011 PS3: July 26, 2011 iPad: July 21, 2011             |  |  |  |
| Marty scopre che a causa delle sue azioni nel 1931 Edna, preso il controllo della DeLorean, è tornata indietro nel tempo ed ha distrutto la nascente Hill Valley. Nuovamente spetta a lui e Doc l'incarico di seguirla e ripristinare la città. Note: - Diretto da Dennis Lenart - Disegnato da Michael Stemmle and Andy Hartzell - Scritto da Michael Stemmle and Andy Hartzell - Michael J. Fox presta la sua voce per William McFly e Marty del futuro. |                                                                          |  |  |  |